# Ceratitis curvata
Ceratitis curvata är en tvåvingeart som först beskrevs av Munro 1937.  Ceratitis curvata ingår i släktet Ceratitis och familjen borrflugor.
Artens utbredningsområde är Kenya. Inga underarter finns listade i Catalogue of Life.